# Letty Jimenez-Magsanoc

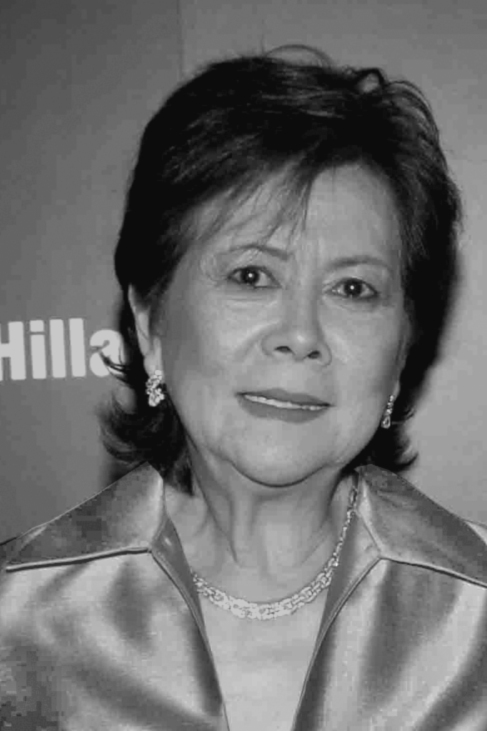
Letty Jimenez-Magsanoc (2011)

Letty Jimenez-Magsanoc (1941 - Taguig, 24 december 2015) was een Filipijns journalist en hoofdredacteur. Ze speelde een belangrijke rol in de EDSA-revolutie en was hoofdredacteur van het oppositieweekblad Mr & Ms Special Edition. Op het moment van haar overlijden was ze hoofdredacteur van de Philippine Daily Inquirer.

## Biografie
Letty Jimenez-Magsanoc werd geboren in 1941. Ze was het oudste uit een gezin van negen kinderen. Haar vader was kolonel Nicanor Jimenez, een voormalig directeur van het National Intelligence and Security Authority (het tegenwoordige National Intelligence Coordinating Agency) en een voormalig Filipijns ambassadeur in Korea. Inday Badiday was een jongere zus van haar. Magsanoc studeerde journalistiek en voltooide haar master-opleiding aan de University of Missouri.
Na de moord op oppositieleider Benigno Aquino jr. in 1983 begon Eugenia Apostel de weekkrant Mr & Ms Special Edition. Jimenez-Magsanoc werd aangesteld als hoofdredacteur. De krant die uitkwam van 1983 tot 1986 speelde een belangrijke rol bij de oppositie tegen president Ferdinand Marcos. In 1991 werd ze benoemd tot hoofdredacteur van de Philippine Daily Inquirer. Vierentwintig jaar lang vervulde ze deze rol bij deze krant.
Jimenez-Magsanoc overleed op kerstavond 2015 op 74-jarige leeftijd in St. Luke's Medical Center. Ze was getrouwd met de arts Carlos Magsanoc en kreeg met hem drie kinderen.